# رودی ماتر
رودی ماتر (انگلیسی: Rudy Mater؛ زادهٔ ۱۳ اکتبر ۱۹۸۰) بازیکن فوتبال اهل فرانسه است.
از باشگاه‌هایی که در آن بازی کرده‌است می‌توان به باشگاه فوتبال کن و باشگاه فوتبال والنسین اشاره کرد.